# Evropská silnice E17
Evropská silnice E17 je evropskou silnicí 1. třídy. Začíná v belgických Antverpách a končí ve francouzském Beaune. Celá trasa měří 696 kilometrů.

## Trasa
- Belgie
  - Antverpy – Sint-Niklaas – Gent – Kortrijk

- Francie
  - Tourcoing – Lille – Arras – Cambrai – Laon – Remeš – Châlons-en-Champagne – Troyes – Langres – Beaune

## Galerie

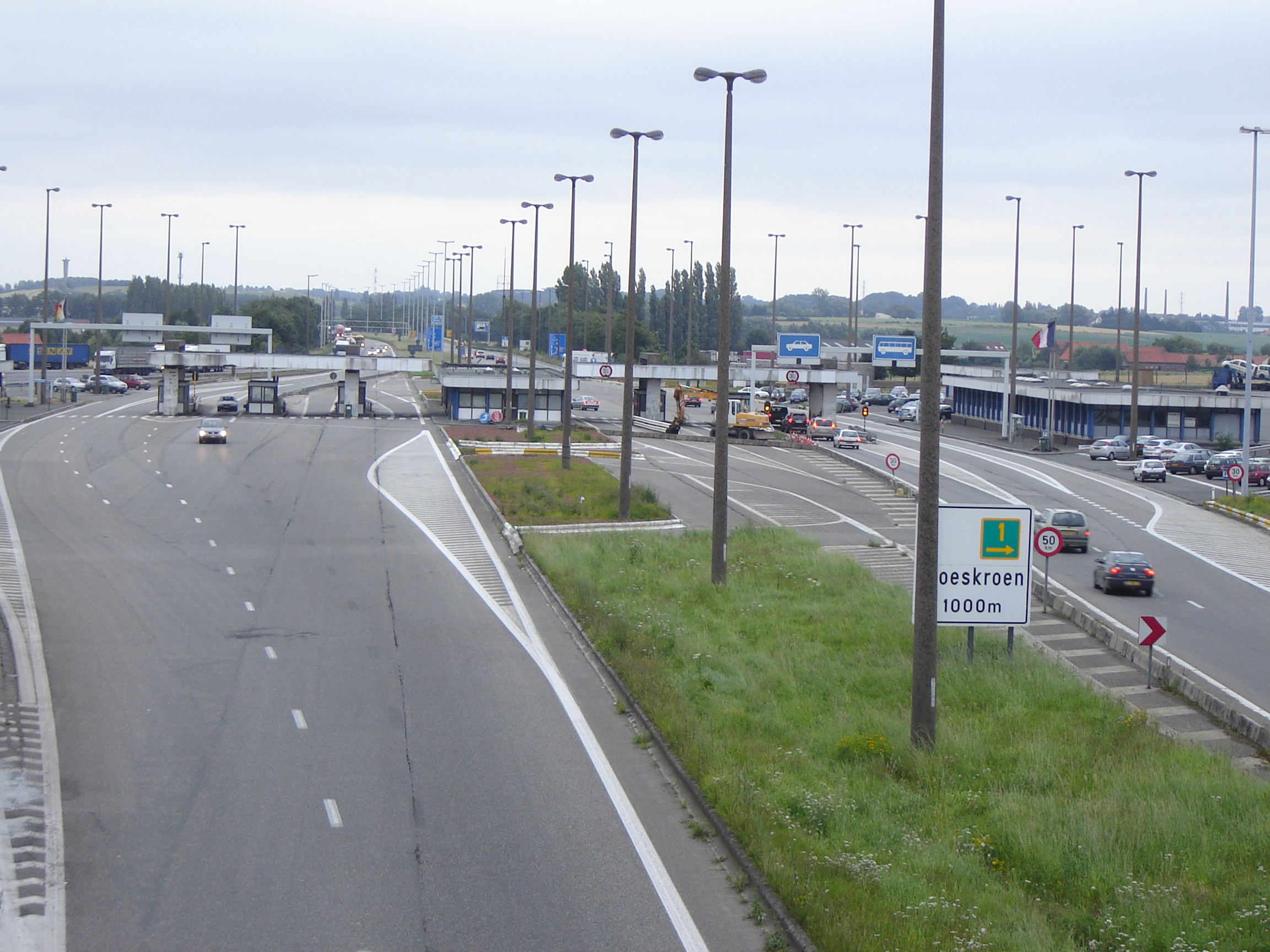
E17 na hranicích Francie a Belgie
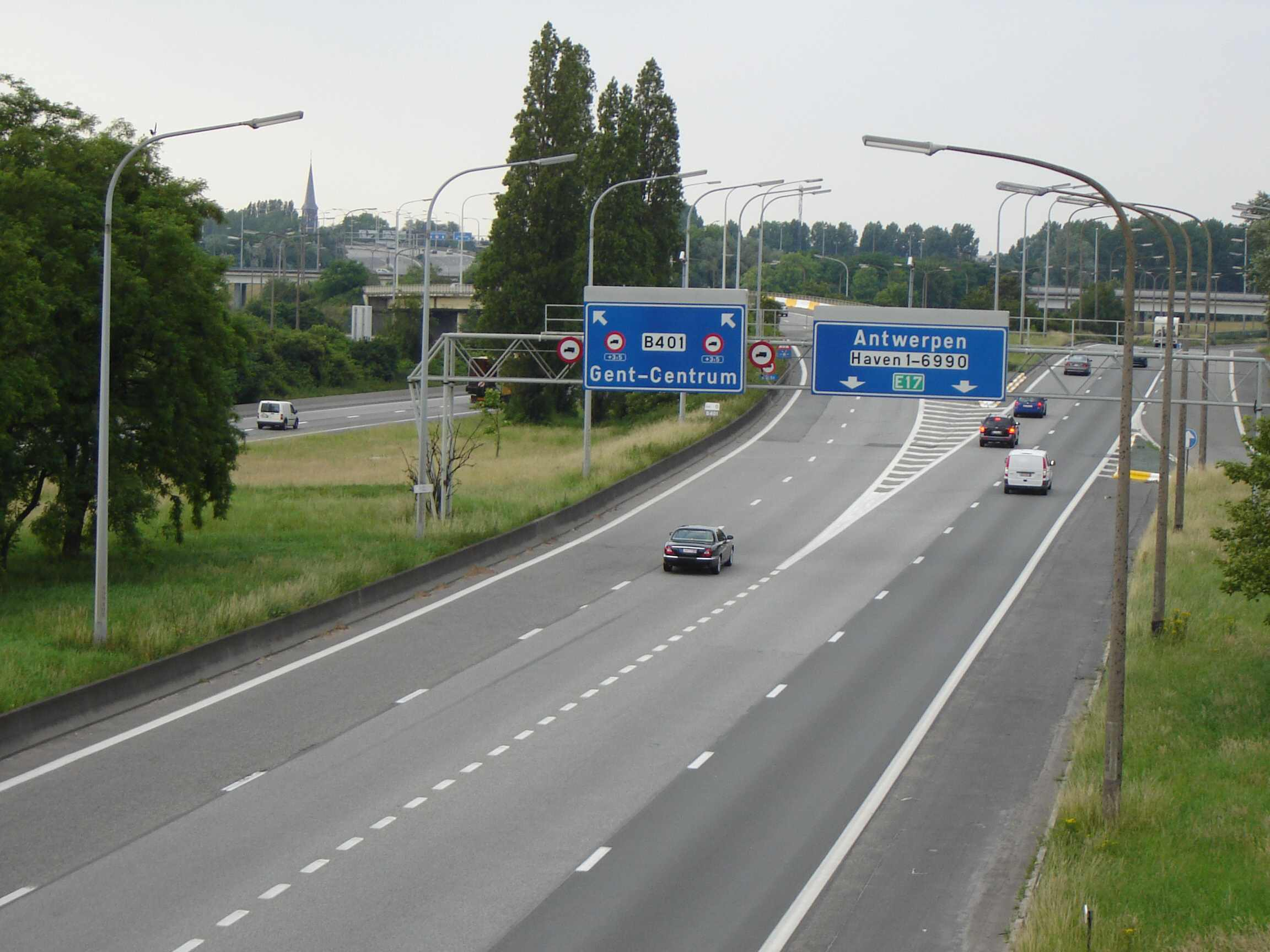
E17 v Gentu
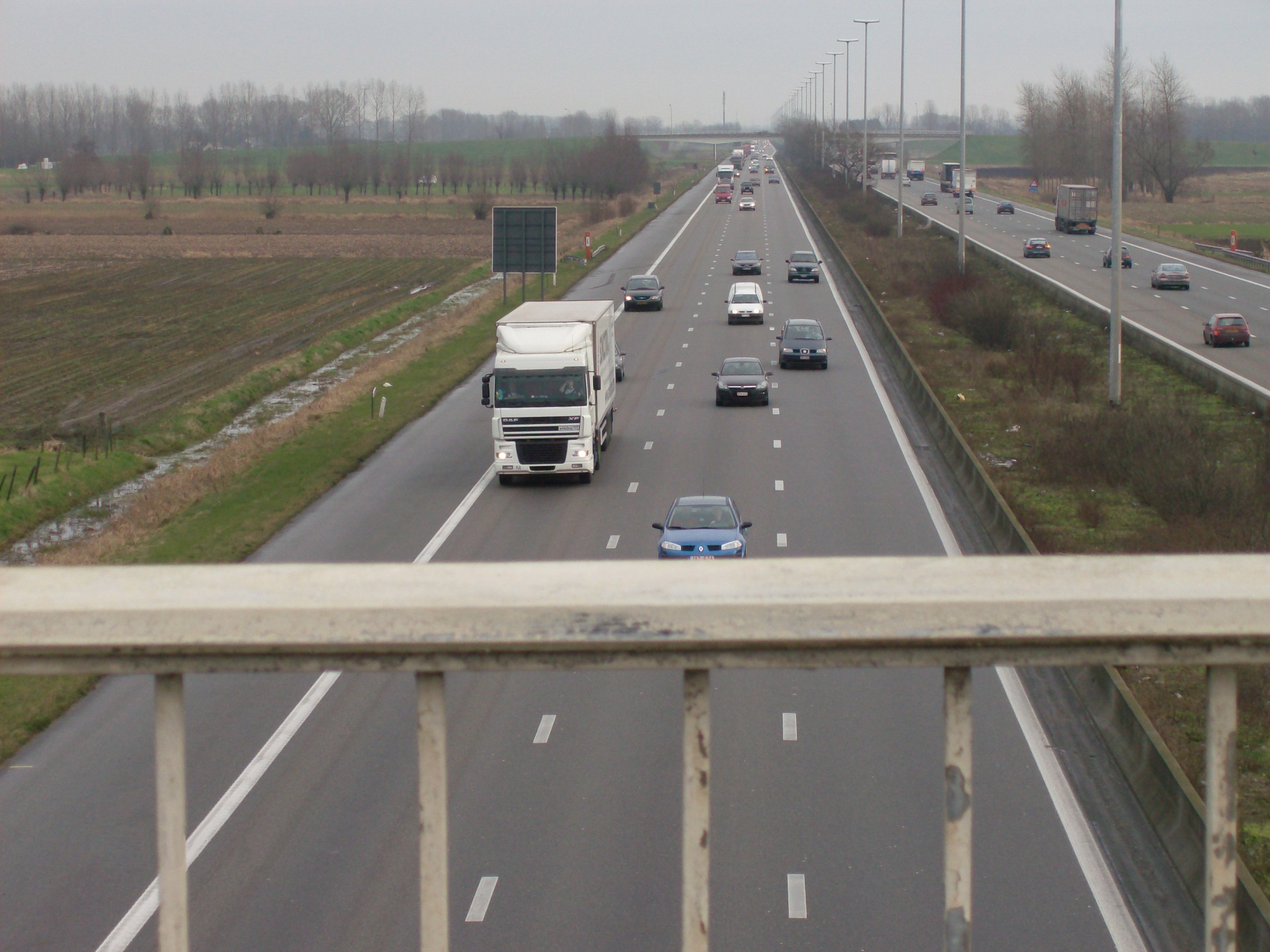
E17 v Belgii
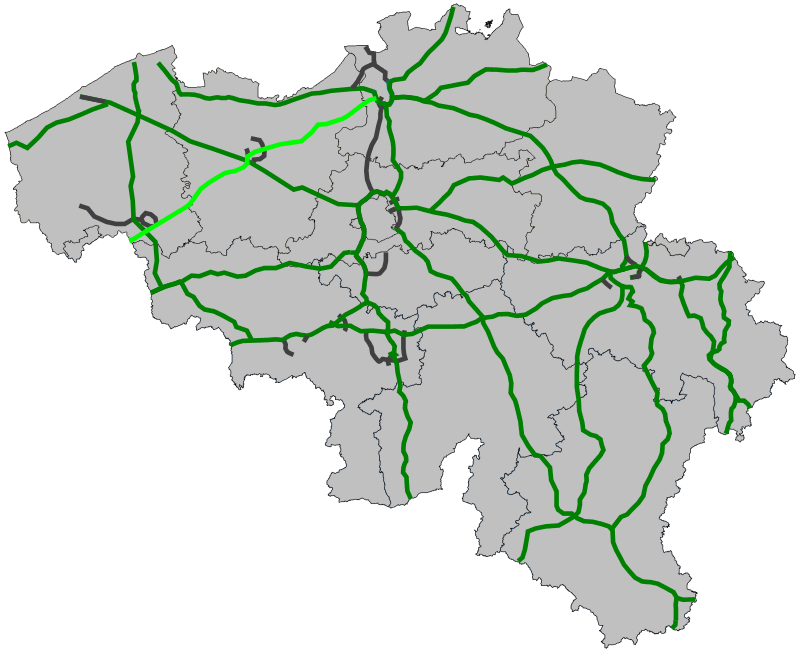
Trasa E17 v Belgii